# Pterinoblattina pluma
Pterinoblattina pluma là một loài côn trùng trong họ Brongniartiellidae thuộc bộ Neuroptera. Loài này được Giebel miêu tả năm 1856.